# Jenni Vartiainen

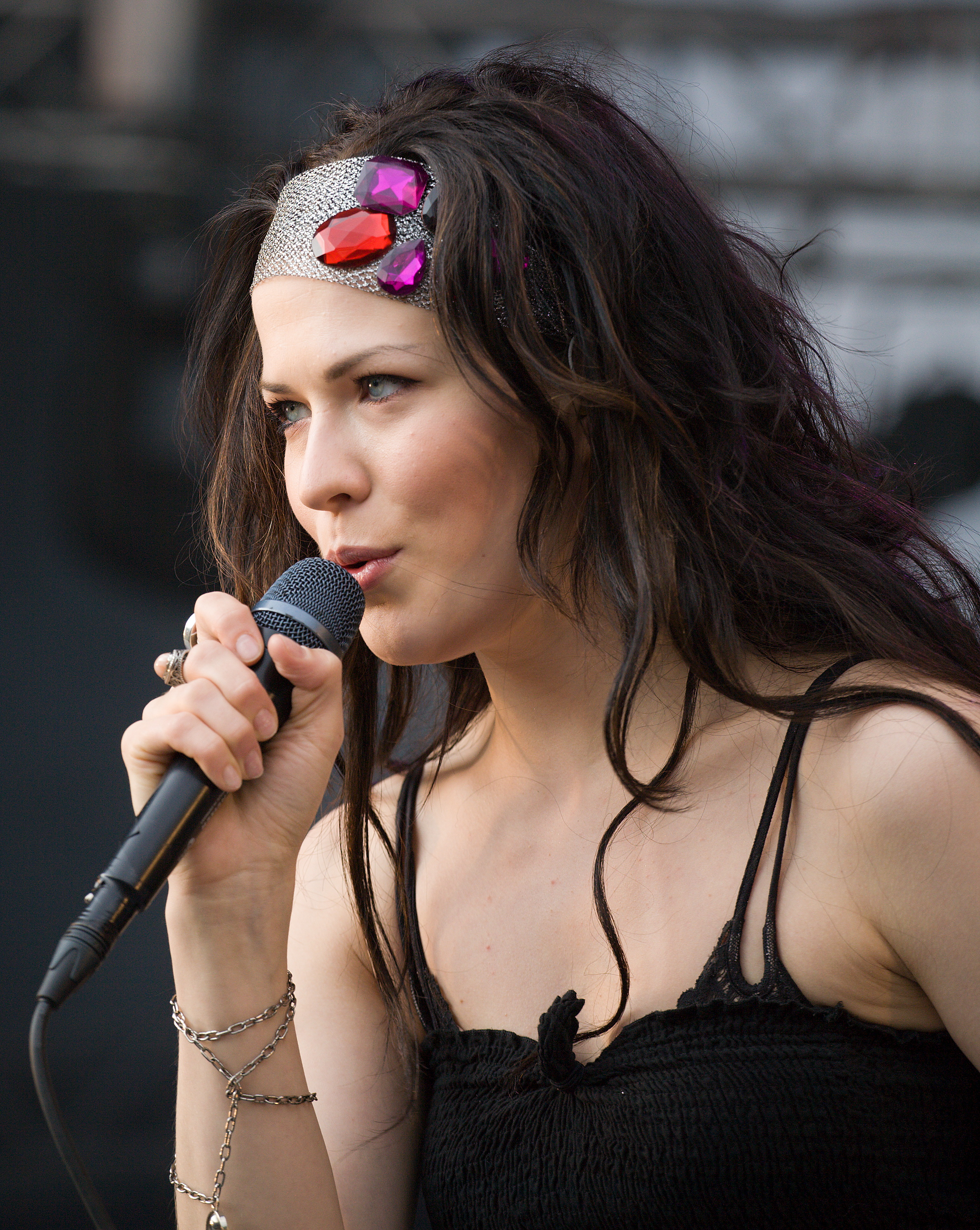
Jenni Vartiainen beim Himos-Festival 2008

Jenni Mari Vartiainen (* 20. März 1983 in Kuopio) ist eine finnische Popsängerin.

## Leben und Wirken
Sie erreichte erste Bekanntheit im Jahr 2002 durch die TV-Casting-Show Popstars, bei der sie es von über 450 Teilnehmerinnen in die Girlgroup Gimmel schaffte. Die Band veröffentlichte zwei erfolgreiche Studioalben und fünf Singles und erhielt Emma-Awards in drei Kategorien. Die Band löste sich 2004 auf.
Jenni jedoch entschied sich weiterhin Musik zu machen und nahm in den Jahren 2005 bis 2007 ihr erstes eigenes Soloalbum namens Ihmisten edessä („vor Leuten“) auf, das am 12. September 2007 auf den Markt kam. Daraus brachte sie vier Singles auf den Markt: Tunnoton („Betäubt“), Ihmisten edessä, Toinen („Ein Anderer“) & Mustaa kahvia („Schwarzer Kaffee“). Mit Stand 2008 verkaufte sie über 65.000 Exemplare des Albums und erhielt dafür eine Platin-Schallplatte.
Jenni Vartiainen bezeichnet ihre Lieder als melodramatische Popsongs. Der Stil der Lieder ihres Debütalbums variiert von Lied zu Lied; vom ruhigen Elektropop, über dynamischen Rock bis zu dem nur mit Akustikgitarre und Banjo eingespielten Tunnoton.
Im April 2010 folgte Jenni Vartiainens zweites Album „Seili“. Das Album erreichte bereits in der ersten Woche Doppelplatin mit 45.000 verkauften Exemplaren. Die erste Single-Auskopplung En haluu kuolla tänä yönä („Ich will heute Nacht nicht sterben“) erreichte ebenfalls die Spitze der finnischen Single-Charts. Die zweite Single wurde „Nettiin“ und erreichte Platz 12 der Rangliste. Das Album befindet sich seit April 2010, also seit 57 Wochen, in den finnischen Album-Top 10, mit der höchsten Position auf Platz 1 und der niedrigsten auf Platz 9. Die dritte Single-Auskopplung Missä muruseni on („Wo ist mein Schatz?“) erreichte ohne physische Single den ersten Platz der finnischen Single-Charts. Mittlerweile hat sich das Album 125.000 mal verkauft und somit einen 3-fach-Platin-Status erreicht.

## Diskografie

### Alben
| Jahr | Titel                       | Höchstplatzierung, Gesamtwochen, AuszeichnungChartsChartplatzierungen (Jahr, Titel, Platzierungen, Wochen, Auszeichnungen, Anmerkungen) | Anmerkungen                             |
| Jahr | Titel                       | FI | Anmerkungen                             |
| ---- | --------------------------- | --- | --------------------------------------- |
| 2007 | Ihmisten edessä             | FI6 Platin · (36 Wo.)FI | Erstveröffentlichung: 5. September 2007 |
| 2010 | Seili                       | FI1 ×3Dreifachplatin · (83 Wo.)FI |                                         |
| 2013 | Terra                       | FI1 ×2Doppelplatin · (79 Wo.)FI | Erstveröffentlichung: 4. Oktober 2013   |
| 2018 | Monologi                    | FI1 (27 Wo.)FI | Erstveröffentlichung: 7. September 2018 |
| 2019 | Ihmisten edessä 2007 – 2019 | FI6 (2 Wo.)FI | Erstveröffentlichung: 1. November 2019  |
| 2025 | Origo                       | FI1 (… Wo.)FI | Erstveröffentlichung: 21. März 2025     |

### Singles
| Jahr | Titel Album                          | Höchstplatzierung, Gesamtwochen, AuszeichnungChartsChartplatzierungen (Jahr, Titel, Album, Platzierungen, Wochen, Auszeichnungen, Anmerkungen) | Anmerkungen                                         |
| Jahr | Titel Album                          | FI | Anmerkungen                                         |
| --- | ------------------------------------ | --- | --------------------------------------------------- |
| 2007 | Ihmisten edessä                      | FI2 Platin · (30 Wo.)FI |                                                     |
| 2008 | Toinen Ihmisten edessä               | FI13 (7 Wo.)FI |                                                     |
| 2010 | En haluu kuolla tänä yönä Seili      | FI1 Platin · (21 Wo.)FI |                                                     |
| 2010 | Nettiin Seili                        | FI12 (11 Wo.)FI |                                                     |
| 2010 | Missä muruseni on Seili              | FI1 Platin · (32 Wo.)FI |                                                     |
| 2010 | Duran Duran Seili                    | FI10 Gold · (11 Wo.)FI |                                                     |
| 2012 | Minä ja hän Seili                    | FI8 (1 Wo.)FI |                                                     |
| 2013 | Junat ja naiset Terra                | FI15 (2 Wo.)FI | Erstveröffentlichung: 16. August 2013               |
| 2014 | Eden Terra                           | FI15 (2 Wo.)FI | Erstveröffentlichung: 29. August 2014               |
| 2017 | Turvasana Monologi                   | FI4 (6 Wo.)FI | Erstveröffentlichung: 28. Januar 2017               |
| 2017 | Se oikea Monologi                    | FI8 (5 Wo.)FI | Erstveröffentlichung: 5. Juli 2017                  |
| 2017 | Keinu –                              | FI2 (10 Wo.)FI | Erstveröffentlichung: 8. September 2017             |
| 2017 | Trampoliini –                        | FI19 (1 Wo.)FI | Erstveröffentlichung: 22. September 2017            |
| 2018 | Väärään suuntaan Monologi            | FI4 (3 Wo.)FI | Erstveröffentlichung: 1. Februar 2018               |
| 2018 | Voulez-Vous Monologi                 | FI12 (2 Wo.)FI | Erstveröffentlichung: 8. Juni 2018                  |
| 2020 | Epäröimättä hetkeekään Uusia muistoi | FI1 (19 Wo.)FI | Erstveröffentlichung: 31. Januar 2020 mit Elastinen |
| 2023 | Lanka Origo                          | FI6 (5 Wo.)FI | Erstveröffentlichung: 10. November 2023             |
| 2024 | Ihmisten edessä (ROOS+BERG Remix) –  | FI47 (1 Wo.)FI | Erstveröffentlichung: 14. Februar 2024              |
| 2024 | Villit vedet Origo                   | FI25 (2 Wo.)FI | Erstveröffentlichung: 5. April 2024                 |
| 2024 | Viimeinen pisara Origo               | FI8 (12 Wo.)FI | Erstveröffentlichung: 5. Juli 2024 feat. Etta       |
| 2025 | Leima Origo                          | FI2 (… Wo.)FI | Erstveröffentlichung: 21. März 2025 feat. Turisti   |
| Folgende Lieder erschienen nicht als Single, wurden aber durch das Album zum Download und Streaming bereitgestellt und konnten somit eine Platzierung erlangen: |                                      | |                                                     |
| |                                      | |                                                     |
| 2018 | Made in Heaven Monologi              | FI3 (3 Wo.)FI |                                                     |
| 2023 | Tule meille jouluksi Terra           | FI25 (2 Wo.)FI |                                                     |

Weitere Singles
- 2007: Tunnoton
- 2008: Mustaa kahvia